# Petre Capusta
Petre Capusta (14 giugno 1957) è un ex canoista rumeno.

## Palmarès

### Olimpiadi
- 1 medaglia:
  - 1 argento (Mosca 1980 nel C-2 500 m)

### Mondiali
- 1 medaglia:
  - 1 oro (Duisburg 1979 nel C-2 500 m)